# 小時候 (徐熙娣單曲)
《小時候》是台灣藝人、主持人兼歌手徐熙娣于2017年發行的數位音樂單曲。該單曲翻唱自蘇打綠樂團的同名單曲，由吳青峰填詞、作曲。
《小時候》同時還是台灣媒體人蔡康永所執導的電影《吃吃的愛》的宣傳推廣曲。

## 收錄歌曲
| 曲序 | 曲目   |        | 作曲   | 备注                     | 时长 |
| ---- | ------ | ------ | ------ | ------------------------ | ---- |
| 1.   | 小時候 | 吳青峰 | 吳青峰 | 電影《“吃吃”的愛》宣傳曲 | 5:04 |

## 反響評價
在豆瓣音樂上，基於112人評價，《小時候》得到了8.0分（滿分10分）的高分。

## 外部連結
- 豆瓣音乐上《小時候》的資料 （简体中文）